# Netstumbler
NetStumbler (conosciuto anche come Network Stumbler) è un programma per Windows (ma esiste anche per altre piattaforme) che facilita la ricerca di Wireless LAN usando il protocollo 802.11b, 802.11a e 802.11g. Una versione ridotta, chiamata MiniStumbler è disponibile per palmari Windows Mobile. Per l'utilizzo con Windows Vista è richiesto l'uso in modalità compatibile.

## Funzionalità
Il programma è usato per:
- Wardriving
- Controllo delle configurazioni di rete
- Trovare buchi di rete in una WLAN
- Capire i motivi delle interferenze nella WLAN
- Scoprire punti di accesso che si sovrappongono alla propria rete
- Aiutare a direzionare le antenne dei ricevitori WLAN

L'autore del programma, Marius Milner, tiene aggiornato il proprio sito stumbler.net dove è possibile scaricare il programma. Un altro sito, netstumbler.com, tiene invece maggiori aggiornamenti e informazioni. Esiste un forum in inglese molto attivo, Wi-Fi Forum incentrato su questo programma.